# Modrásek ušlechtilý
Modrásek ušlechtilý (Polyommatus amandus) je druh denního motýla z čeledi modráskovitých (Lycaenidae). 

## Popis
Rozpětí křídel motýla je 32 až 38 mm. Samci mají modrá křídla se ztemnělým lemem, který není ostře ohraničen. Samice jsou hnědé a při kraji křídel mají nepříliš výrazné oranžové skvrny.

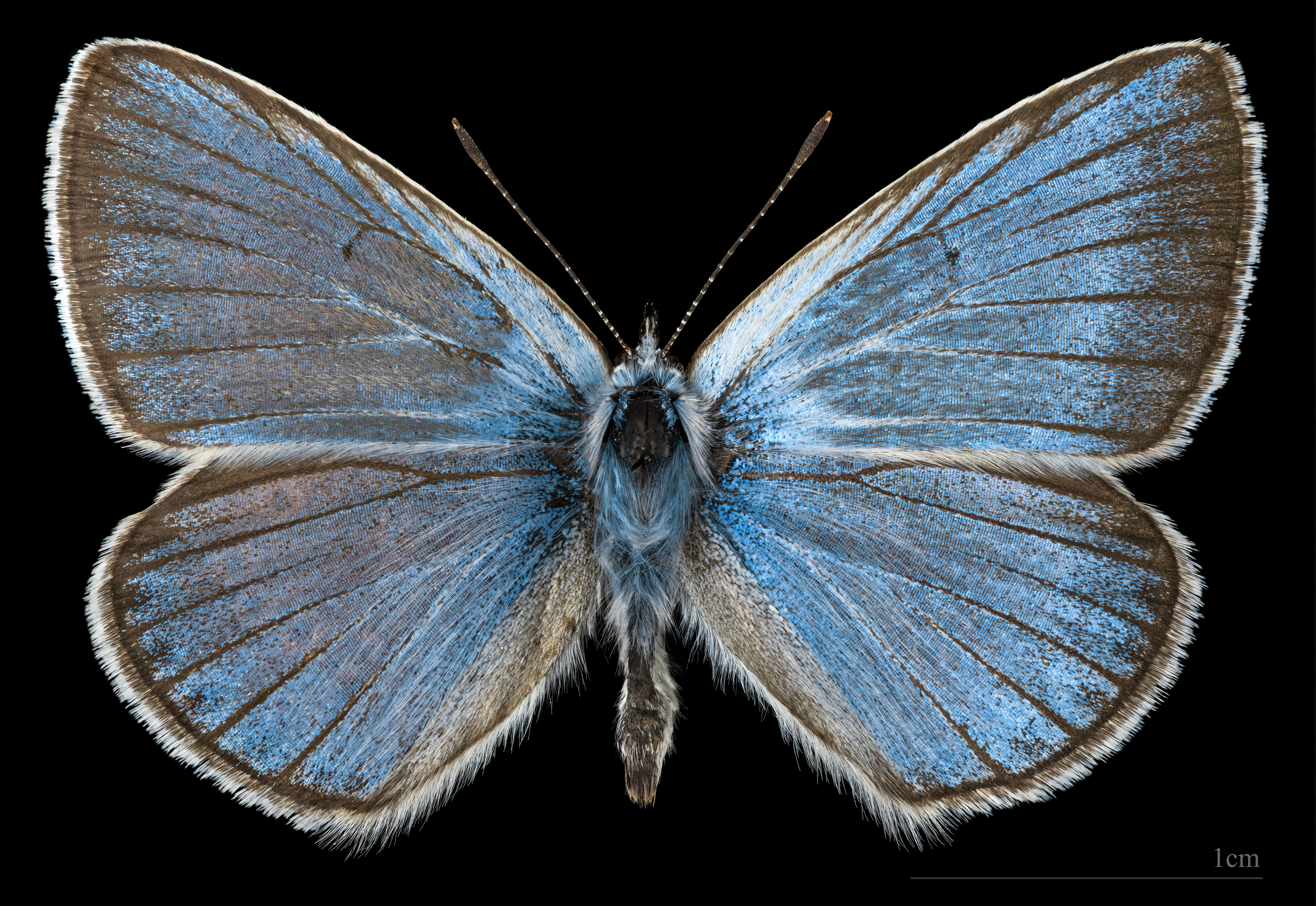
Polyommatus amandus ♂
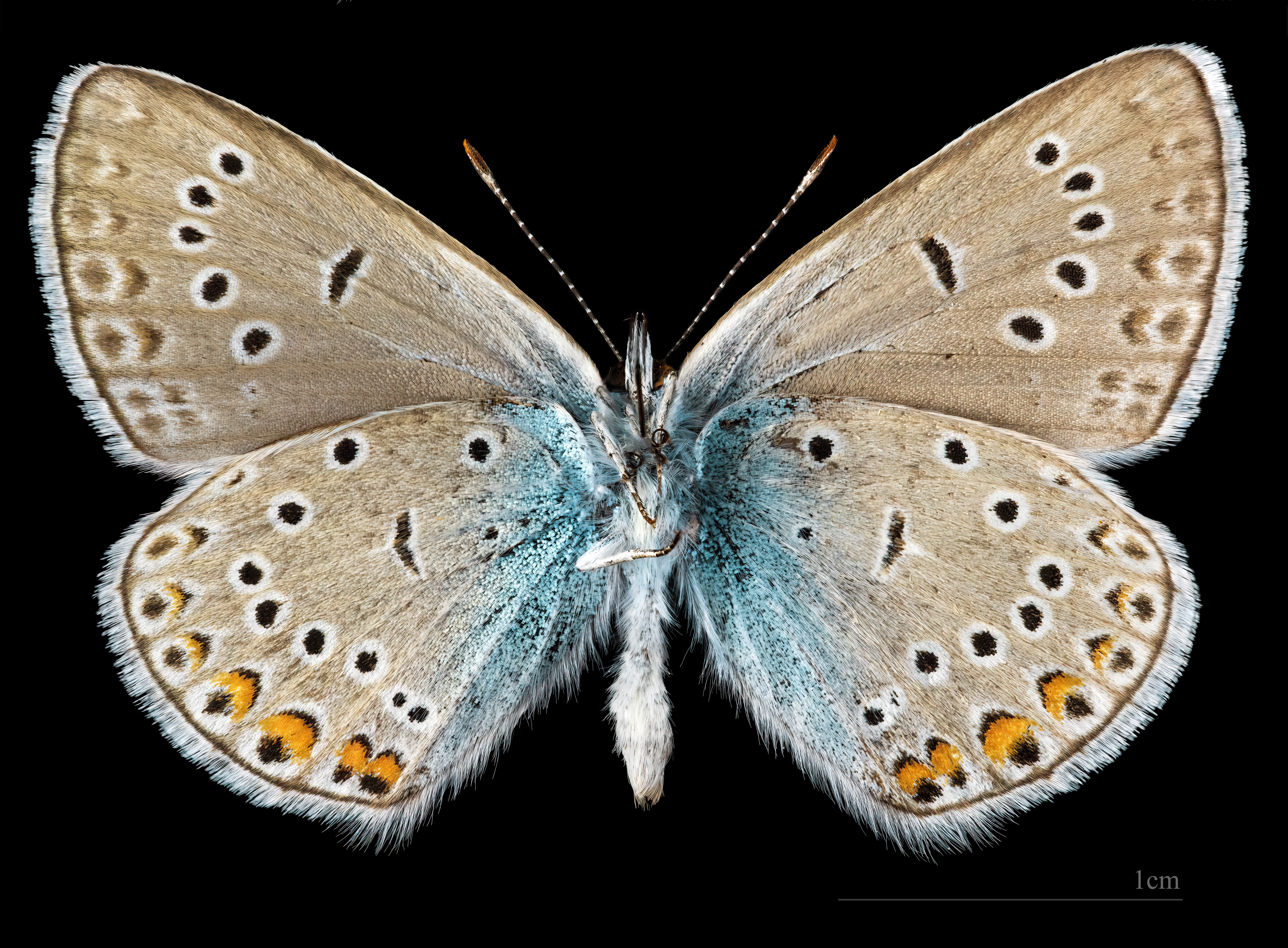
Polyommatus amandus ♂ △

## Výskyt

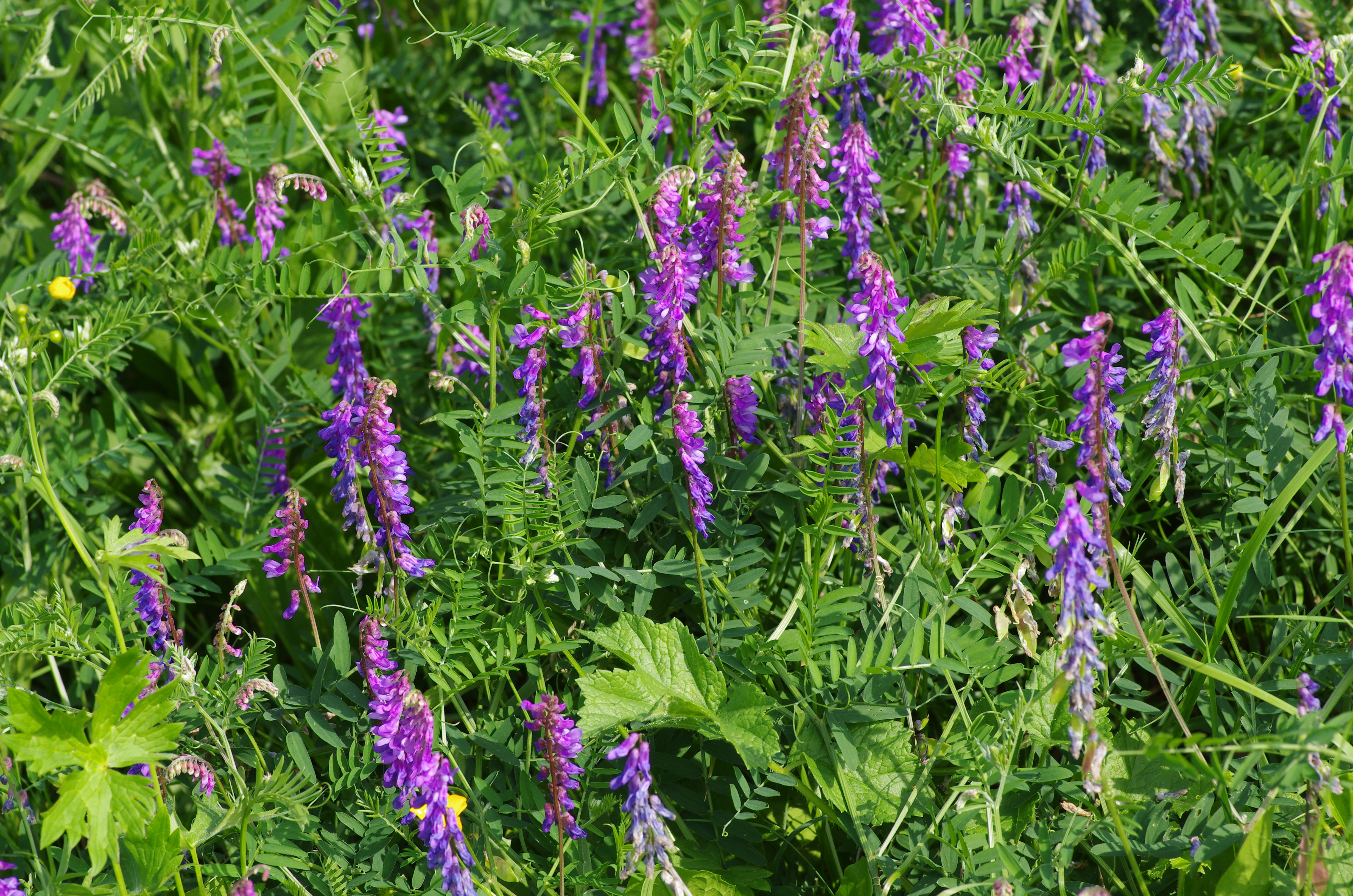
Porost živné rostliny

Motýl je rozšířený od Španělska přes celou Evropu a mírnou Asii až na Dálný východ. V České republice se vyskytuje roztroušeně, převážně v teplých oblastech. Zahlédnout ho lze na slunných svazích, železničních náspech, v suchých úvozech, na vojenských cvičištích, nebo ve starých lomech.

## Chování a vývoj
Hlavní živnou rostlinou modráska ušlechtilého je vikev ptačí (Vicia cracca). Dále housenky přijímají vikev tenkolistou (Vicia tenuifolia) a hrachor luční (Lathyrus pratensis). Samice klade vajíčka jednotlivě na vrchní stranu listů živných rostlin. Housenky, které jsou příležitostně myrmekofilní, se živí listy. Motýl je jednogenerační (monovoltinní). Dospělce lze zahlédnout od června do začátku srpna. Přezimuje housenka ve 2. instaru.

## Ochrana a ohrožení
V České republice nepatří tento modrásek mezi ohrožené druhy. V současné době je poměrně rozšířený, především v podhorských oblastech na severu a západě země a na Českomoravské vrchovině. V jiných oblastech se vyskytuje jen lokálně a nebo chybí jako například na severovýchodě státu. Motýla by mohla ohrozit celoplošná seč luk a zalesňování.